# Alandız
Alandız ist ein Dorf im Landkreis Buldan der türkischen Provinz Denizli. Alandız liegt etwa 67 km nordwestlich der Provinzhauptstadt Denizli und 19 km nordwestlich von Buldan. Alandız hatte laut der letzten Volkszählung 420 Einwohner (Stand Ende Dezember 2010).